# Světový den telekomunikací a informační společnosti

Logo Mezinárodní telekomunikační unie

Světový den telekomunikací a informační společnosti (zkráceně též Světový den informační společnosti) je mezinárodní den vyhlášený v listopadu 2006 Konferencí zmocněnců Mezinárodní telekomunikační unie v tureckém Antalyi, který se každoročně slaví 17. května.

## Důvod vzniku
Smyslem Světového dne telekomunikací a informační společnosti je pomoci zvýšit povědomí o možnostech, které využití internetu a dalších informačních a komunikačních technologií (ICT) přináší společnosti a ekonomice, a taktéž o způsobech překlenutí digitálních rozdílů.
Vznikl v roce 2006 spojením Světového dne telekomunikací (od 17. května 1969, dne založení Mezinárodní telekomunikační unie) a Světového dne informační společnosti (od r. 2005).